# Murder-Set-Pieces
Murder Set-Pieces è un film del 2004 di Nick Palumbo con Sven Garrett e la partecipazione di Tony Todd.

## Trama
Un feroce serial killer noto con il solo nome Il Fotografo è tormentato dal suo passato, sconvolto dalle violenze di una madre mentalmente instabile, dall'attentato dell'11 settembre 2001, e dalle ideologie di un nonno nazista. Sfogherà tutte le sue frustrazioni e i suoi impulsi violenti adescando ragazze che poi violenta e uccide brutalmente.

## Luogo riprese
Il film è stato girato completamente a Las Vegas.